# أبو الأسود
 أبو الأسود هي إحدى القرى اللبنانية في جبل عامل (قضاء صور) في محافظة الجنوب.